# Habscht
Habscht ist eine Gemeinde im Großherzogtum Luxemburg und gehört zum Kanton Capellen.

## Zusammensetzung der Gemeinde
Die Gemeinde besteht aus den Ortschaften:
| deutscher Name | luxemburgischer Name | französischer Name |
| -------------- | -------------------- | ------------------ |
| Eischen        | Äischen              | Eischen            |
| Greisch        | Gräisch              | Greisch            |
| Hobscheid      | Habscht              | Hobscheid          |
| Leesbach       | Léisbech             | Leesbach           |
| Roodt          | Rued                 | Roodt              |
| Simmern        | Simmer               | Septfontaines      |
| Simmerfarm     | Simmerfarm           | Simmerfarm         |
| Simmerschmelz  | Simmerschmelz        | Simmerschmelz      |

Der Sitz der Gemeindeverwaltung liegt in Eischen. Außerdem zählen dazu als Ausflugsziele bekannte Orte wie Gaichel (Gäichel; direkt an der Grenze zu Belgien an der Straße nach Arlon gelegen), die Mühle Felleschmillen (am Mühlenbach zwischen Gaichel und Eischen) sowie Kreuzerbuch (Kräizerbuch).
Die Gemeinde gehört folgenden Kommunalverbänden an: HIS, Minett-Kompost, SICEC, SIDERO, SIDOR, SIGI, SYVICOL, ZARO, SICA und SES.

## Geschichte

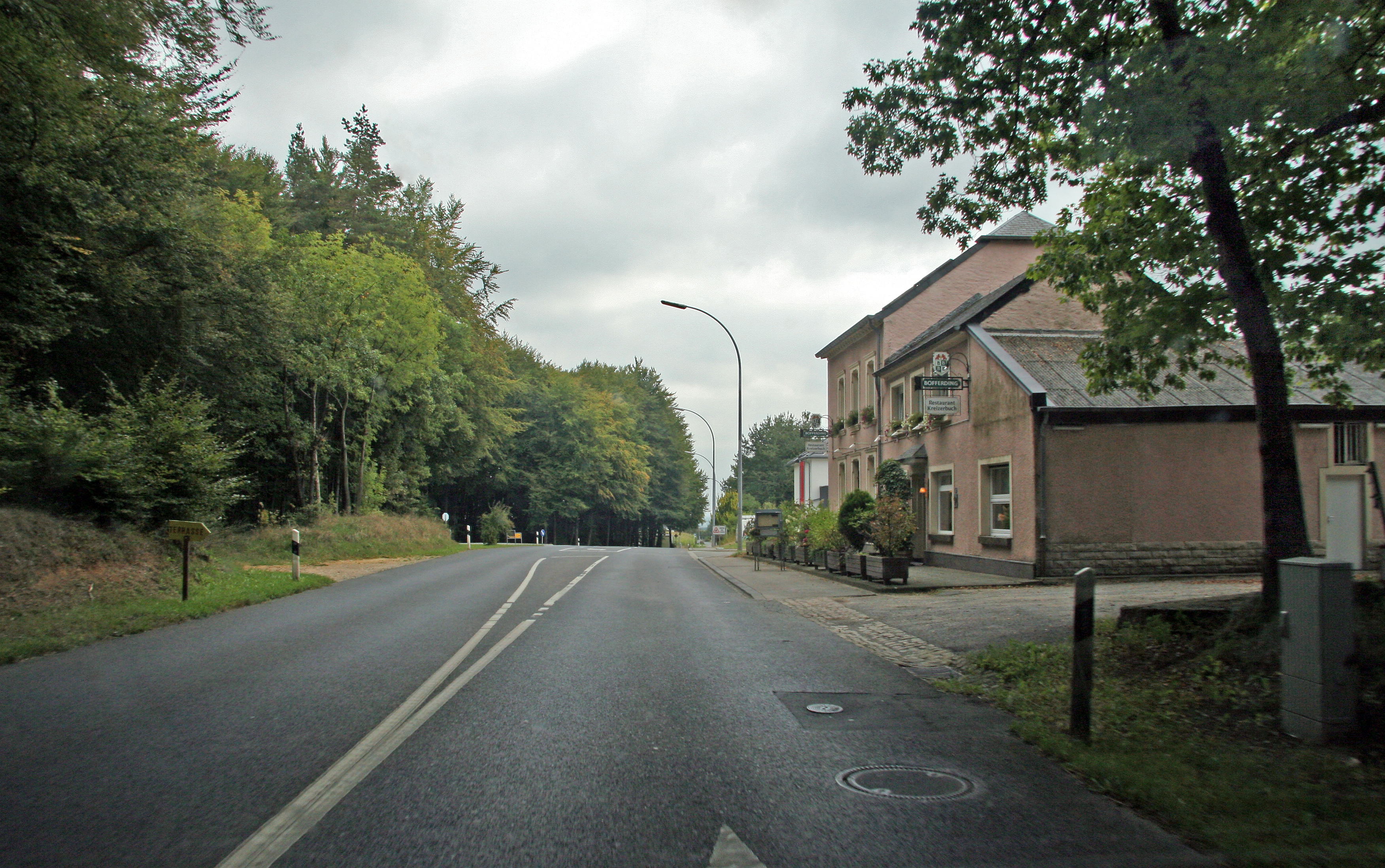
Kreuzerbuch

Die Gemeinde führt ihre historischen Ursprünge bis auf die Gräfin Ermesinde zurück. Der Rechtsstreit über die von ihr vergebenen Waldrechte zwischen Eischen und der Abtei Clairefontaine zog sich über 514 Jahre hin. Seit dem frühen Mittelalter gehörte Hobscheid zur Pfarrei Elwingen, während Eischen der Pfarrei Arlon angehörte. Durch die Französische Revolution kam Hobscheid zu Arlon. Die dritte Teilung Luxemburgs am 19. August 1839 machte Eischen zum Grenzdorf.

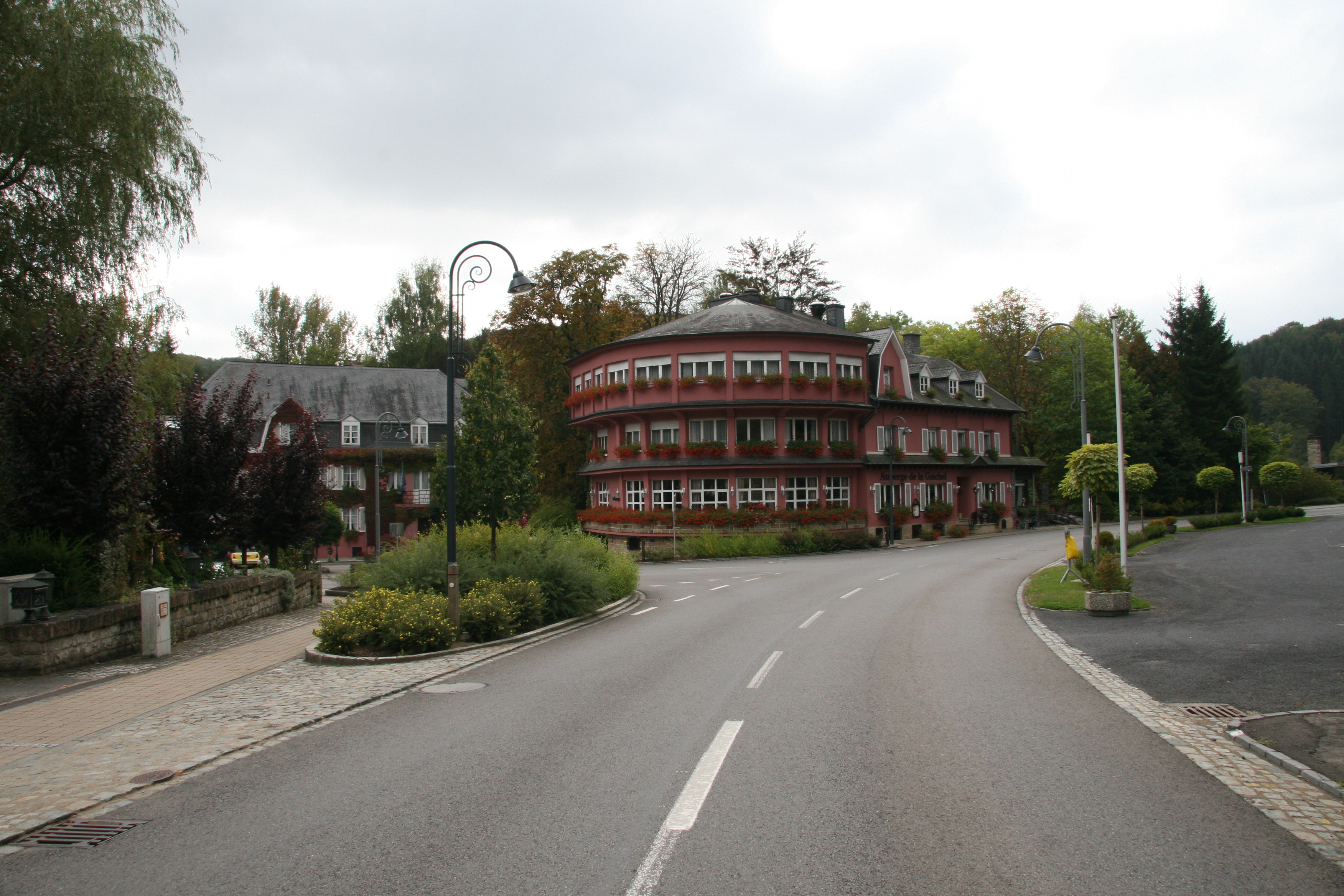
Gaichel

1874 wurde eine Teilstrecke der Attertlinie mit Bahnhof in Eischen bis zu dem damals noch nicht fertiggestellten Tunnel im „Uechtlach“ in Betrieb genommen. Die Bauarbeiten am 690 m langen Tunnel der Prinz-Heinrich-Eisenbahn wurden erst am 7. Juli 1879 beendet. Am 17. April 1880 wurde die Eisenbahnstrecke Petingen–Ettelbrück feierlich eingeweiht und am 20. desselben Monats in Betrieb genommen. 1969 wurde die Attert-Linie stillgelegt. Am 12. Mai 1989 wurde der Fahrradweg auf der stillgelegten Eisenbahnstrecke eröffnet.

## Fusion mit Simmern
In einem Referendum stimmten 59,73 % der Hobscheider für eine Fusion mit der Gemeinde Simmern. Im Vorfeld des Referendums sprachen sich schon in Simmern 58,4 % der Einwohner für eine Fusion aus. 2018 fusionierten beide Gemeinden zur „Gemeng Habscht“.